# Порозина
45°08′ пн. ш. 14°17′ сх. д. / 45.13° пн. ш. 14.28° сх. д.
Порозина (хорв. Porozina) — населений пункт у Хорватії, у Приморсько-Горанській жупанії у складі міста Црес.

## Населення
Населення за даними перепису 2011 року становило 29 осіб.
Динаміка чисельності населення поселення:

## Клімат
Середня річна температура становить 13,54 °C, середня максимальна – 25,94 °C, а середня мінімальна – 1,94 °C. Середня річна кількість опадів – 1148 мм.
| Клімат поселення                              | Клімат поселення | Клімат поселення | Клімат поселення | Клімат поселення | Клімат поселення | Клімат поселення | Клімат поселення | Клімат поселення | Клімат поселення | Клімат поселення | Клімат поселення | Клімат поселення | Клімат поселення |
| Показник                                      | Січ.             | Лют.             | Бер.             | Квіт.            | Трав.            | Черв.            | Лип.             | Серп.            | Вер.             | Жовт.            | Лист.            | Груд.            |                  |
| Середній максимум, °C                         | 9,58             | 9,68             | 11,66            | 15,34            | 20,08            | 24,04            | 25,94            | 25,08            | 21,46            | 17,28            | 12,62            | 9,90             |                  |
| Середня температура, °C                       | 5,76             | 5,88             | 7,84             | 11,54            | 16,24            | 20,24            | 23,06            | 22,24            | 18,60            | 14,40            | 9,74             | 7,00             |                  |
| Середній мінімум, °C                          | 1,94             | 2,04             | 4,02             | 7,72             | 12,42            | 16,42            | 20,20            | 19,34            | 15,74            | 11,54            | 6,88             | 4,14             |                  |
| Норма опадів, мм                              | 98               | 78               | 81               | 82               | 74               | 85               | 52               | 79               | 113              | 142              | 145              | 119              |                  |
| Середньомісячна швидкість вітру, м/с          | 2.96             | 3.16             | 3.18             | 3.02             | 2.70             | 2.58             | 2.58             | 2.58             | 2.74             | 3.04             | 3.26             | 3.24             |                  |
| Середньомісячна сонячна радіація, кДж/м²·день | 4542             | 7343             | 10719            | 15323            | 19574            | 21372            | 22692            | 19544            | 14197            | 9237             | 4961             | 3811             |                  |
| --------------------------------------------- | ---------------- | ---------------- | ---------------- | ---------------- | ---------------- | ---------------- | ---------------- | ---------------- | ---------------- | ---------------- | ---------------- | ---------------- | ---------------- |
| Джерело:                                      |                  |                  |                  |                  |                  |                  |                  |                  |                  |                  |                  |                  |                  |